# Хабер Микола Васильович
Микола Васильович Хабер (4 червня 1933, Тростянець — 19 січня 2008, Калуш) — український інженер хімічної промисловості, науковець-нафтохімік, педагог. Доктор технічних наук (1988), професор (1992). Розробник технологічних процесів виробництва сульфатних калійних добрив, аеросилу, чотирихлористого вуглецю, тетрахлоретилену тощо, наукових основ технології одержання модифікованих кремнеземів тощо.
Протягом 35 років — головний інженер Калуського хіміко-металургійного комбінату (пізніше — виробничого об'єднання та концерну «Хлорвініл»; 1961—1996). У заключний період науково-педагогічної діяльності — засновник і завідувач кафедри органічної та аналітичної хімії Прикарпатського національного університету імені Василя Стефаника (1994—2008). Автор понад 200 наукових робіт, 150 авторських свідоцтв на винаходи.
Лауреат Державної премії УРСР в галузі науки і техніки (1972), заслужений працівник промисловості УРСР (1981), почесний громадянин Калуша (1997).

## Життєпис
Народився 4 червня 1933 року в селі Тростянець на теперішній Івано-Франківщині в селянській родині. Закінчив Долинську середню школу № 1.
У 1955 році закінчив кафедру технології нафти і газу Львівського політехнічного інституту, здобувши спеціалізацію «Інженер-технолог із переробки нафти і газу». Відтоді ж — інженер, пізніше — інженер-технолог екстракційного заводу Дзвінецького шахтоуправління (Борислав) тресту «Укрозокерит».
З 1959 року — головний інженер Калуського калійно-магнієвого комбінату. Через два роки обійняв ту ж посаду на новозбудованому Калуському хіміко-металургійному комбінаті.
У 1971 році здобув науковий ступінь кандидата хімічних наук, захистивши дисертацію на тему «Исследование процессов взаимодействия органодихлорсиланов с поверхностью высокодисперсных кремнеземов». У 1975 році Калуський хіміко-металургійний комбінат був перейменований у виробниче об'єднання (пізніше — концерн) «Хлорвініл». Окрім інженерської роботи, Микола Хабер паралельно працював першим заступником голови правління «Хлорвінілу».
У 1988 році здобув науковий ступінь доктора технічних наук, захистивши дисертацію на тему «Розробка технологічних процесів одержання аеросилів з хімічно модифікованою поверхнею». Через чотири роки затверджений у вченому званні професора. У 1994 році заснував і очолював до кінця життя кафедру органічної та аналітичної хімії Прикарпатського національного університету імені Василя Стефаника.
З 1996 року — радник, пізніше — перший заступник голови правління ВАТ «Оріана». З 2002 року — головний науковий співробітник Інституту хімії поверхні НАН України.
Станом на 1972 рік жив у Калуші, в будинку № 4 по вулиці Севастопольській. Помер на 75-му році життя 19 січня 2008 року. Похований на міському кладовищі Калуша (вулиця Височанка), біля центрального входу.

## Наукова та громадська діяльність
Автор понад 200 наукових робіт, 150 авторських свідоцтв на винаходи. Науковий керівник 7 кандидатів наук. Серед учнів Миколи Хабера — науковці Олександр Шийчук, Софія Федорченко, Сергій Курта, Ольга Хацевич, Ігор Микитин тощо.
Розробник технологічних процесів виробництва сульфатних калійних добрив, аеросилу, чотирихлористого вуглецю, тетрахлоретилену, цинебу, полікарбацину, хлористого вінілу тощо. Розробник наукових основ технології одержання модифікованих кремнеземів, енергозберігаючої технології переробки полімінеральних калійних руд Прикарпаття тощо.
У 1972 році, спільно з колегами, нагороджений Державною премією УРСР в галузі науки і техніки «за науково-технологічну розробку, впровадження виробництва дисперсних кремнеземів з хімічно модифікованою поверхнею та їх застосування як загусників мастильних матеріалів».
У 1991 році став академіком-засновником Академії технологічних наук України. Член редакційних колегій часописів «Хімічна промисловість України» та «Фізика і хімія твердого тіла». Неодноразовий депутат міської та районної рад Калуша.
У 1994 році, разом із ректором Прикарпатського національного університету імені Василя Стефаника Віталієм Кононенком, заснував кафедру органічної та аналітичної хімії, якою керував до кінця життя. Очолював аспірантуру кафедри, викладав дисципліни «Хімія добрив і пестицидів», «Нафтохімія», «Хімія поліолефінів», «Організація та економіка хімічної промисловості».

## Науковий доробок (частковий)
- Исследование процессов взаимодействия органодихлорсиланов с поверхностью высокодисперсных кремнеземов: диссертация на соискание ученой степени кандидата химических наук. (05.343) / Львов. политехн. ин-т. — Львов: [б. и.], 1971.
- Производство концентрированных калийных удобрений из полиминеральных руд / Ю. Н. Лунькова, Н. В. Хабер. — К.: Техника, 1980. — 158 с.
- Розробка технологічних процесів одержання аеросилів з хімічно модифікованою поверхнею: дисертація док. тех. наук. — Киев, 1987. — 337 с.
- Курта С. А., Хабер М. В., Федорченко С. В., «Синтез карбамідоформальдегідних смол на основі форконденсату». «Хімічна промисловість України», 2001 р., № 6 (47), ст. 40-44.
- Курта С. А., Хабер М. В., Федорченко С. В., «Дослідження технологічного процесу одержання карбамідоформальдегідних смол». «Вісник Прикарпатського університету. Хімія», 2002 р., випуск 1, ст. 57-61.
- Курта С. А., Федорченко С. В., Хабер М. В. «Модифікація карбамідоформальдегідних смол на стадії поліконденсації». «Питання хімії та хімічної технології», 2002 р., № 3, ст. 77-80.
- Федорченко С. В., Курта С. А., Хабер М. В. Дослідження процесу утилізації відходів виробництва карбамідоформальдегідних смол // Питання хімії та хімічної технології. — 2002. — № 6. — С. 179—183.
- Курта С. А., Хабер М. В., Микитин І. М. Вивчення впливу інгібуючих добавок бензолу та гексахлорбензолу на піроліз 1,2-дихлоретану // Вісник Прикарпатського університету. Хімія. — 2002. — Випуск ІІ. — С. 49-55.
- Федорченко С. В., Курта С. А., Хабер Н. В. Изучение особенностей получения карбамидоформальдегидных смол на основе форконденсата // «Вопросы химии и химической технологии», № 6, 2003 г. — С. 106—111.
- Курта С. А., Микитин І. М., Хабер М. В. Дослідження особливостей реакції каталітичного оксіхлорування етилену // Звіт. наукова конференція кафедри хімії Прикарпатського університету ім. Василя Стефаника. — Івано-Франківськ, 15–23 квітня. 2003 р. Івано-Франківськ, 2003. — С. 16.
- Дослідження роботи промислового каталізатора процесу оксіхлорування етилену / С. А. Курта, М. В. Хабер, І. М. Микитин // Хімічна промисловість України. — 2003. — № 2 (55). — С. 9-14.
- Розчинність промислового каталізатора процесу прямого хлорування етилену та вплив його вмісту на якість 1,2-дихлоретану / С. А. Курта, М. В. Хабер, І. М. Микитин // Хімічна промисловість України. — 2003. — № 6. — С. 33-38.
- Дослідження умов регенерації каталізатора окислювального хлорування етилену / С. А. Курта, М. В. Хабер, І. М. Микитин // Вопросы химии и химической технологии. — 2003. — № 6. — С. 80-85.
- Курта С. А., Хабер М. В., Микитин І. М. Дослідження процесу каталітичного хлорування етилену // Вісник Прикарпатського університету. Хімія. — 2004. — Випуск ІV. — С. 49-55.
- Дослідження впливу Fe+3 на процес отруєння каталізатора СuCl2, нанесеного на ?-Аl2О3 / С. А. Курта, М. В. Хабер, І. М. Микитин // Фізика і хімія твердого тіла. — 2004. — Т. 5, № 4. — С. 804—809.
- Исследование зависимости активности катализатора окислительного хлорирования этилена от условий регенерации / С. А. Курта, И. М. Мыкытын, Н. В. Хабер // Журнал прикладной химии. — СПб., 2005. — Т. 78, №. 7. — С. 1110—1113.
- Гранулометричні дослідження каталізатора оксіхлорування етилену / С. А. Курта, М. В. Хабер, І. М. Микитин // Фізика і хімія твердого тіла. — 2005. — Т. 6, № 3. — С. 476—480.
- Гранулометричний склад каталізатора процесу оксіхлорування етилену / С. А. Курта, І. М. Микитин, М. В. Хабер // Матеріали VIII Міжнародної науково-практичної конференції «Наука і освіта — 2005», м. Дніпропетровськ, 7–21 лютого 2005 р. — Дніпропетровськ, 2005. — С. 63.
- Тарасевич Ю. С., Горбик П. П., Хабер М. В. Розробка замкнутого технологічного циклу виробництва пірогенного кремнезему хлоруванням металургічного кремнію. Сб. статей ХV Междунар. научн.-практ. конф., Харьков, САГА, 2007. — Т.1, — С. 339—346.

### Авторські свідоцтва на винаходи (у співавторстві)
- 1967 — «Способ получения пластичных смазок»
- 1967 — «Способ получения карбоксилорганокремнезема»
- 1970 — «Способ устранения слеживаемости аммиачной селитры»
- 1973 — «Способ получения поваренной соли»
- 1974 — «Фотополимеризующаяся жидкая композиция»
- 1974 — «Способ очистки растворов, содержащих хлористый магний, от сульфат-ионов»
- 1974 — «Способ получения органокремнеземов»
- 1975 — «Клей»
- 1975 — «Полимербетонная смесь»
- 1975 — «Способ получения сульфатных калийных солей»
- 1976 — «Способ получения бесхлорного калийно-магниевого удобрения»
- 1976 — «Способ получения пероксидатного аэросила»
- 1976 — «Способ переработки полиминеральных калийных руд»
- 1976 — «Способ получения калийных удобрений»
- 1977 — «Фотополимеризующаяся композиция»
- 1977 — «Лак»
- 1978 — «Способ получения высокодисперсных окислов металлов»
- 1978 — «Смесь для обработки жидкого металла»
- 1978 — «Полировальный состав»
- 1978 — «Термостабилизатор эмульсии»
- 1978 — «Способ получения аминоэтоксикремнеземов»
- 1978 — «Способ получения модифицированных органокремнеземов»
- 1978 — «Состав покрытия копировальной бумаги»
- 1978 — «Способ получения гранулированного магния»
- 1979 — «Способ получения этиленбисдитиокарбамата цинка»
- 1979 — «Пеногаситель для бурового раствора»
- 1979 — «Способ получения высокодисперсных алкилорганокремнеземов»
- 1979 — «Композиция для химико-механического полирования полупроводниковых материалов»
- 1979 — «Способ выщелачивания соединений калия, натрия и магния из лангбейнитовых руд»
- 1979 — «Способ получения безводного карналлита»
- 1979 — «Способ получения алкилорганокремнеземов»
- 1979 — «Сырьевая смесь для получения гипсового вяжущего»
- 1979 — «Электролизер для получения магния»
- 1979 — «Способ растворения полиминеральных калийных руд»
- 1979 — «Способ очистки сточных вод от поливинилхлорида»
- 1979 — «Кристаллизатор»
- 1979 — «Буровой раствор»
- 1979 — «Катод электролизера для получения магния»
- 1979 — «Способ переработки полиминеральных калийных руд, содержащих хлоридносульфатные соли калия, натрия и магния»
- 1980 — «Способ извлечения калия из полиминеральной калийной руды»
- 1980 — «Способ выделения сульфата калия из полиминеральных калийных руд»
- 1980 — «Способ подготовки хлормагниевого сырья к электролизу»
- 1980 — «Способ концентрирования соляной кислоты»
- 1980 — «Пеногаситель»
- 1980 — «Хлоратор для получения расплава хлормагниевого сырья»
- 1980 — «Способ выделения поваренной соли из рассола»
- 1980 — «Битумная мастика»
- 1980 — «Смазочно-охлаждающая жидкость для механической обработки металлов»
- 1980 — «Клеевая композиция»
- 1980 — «Клей на основе наирита меркаптанового регулирования»
- 1981 — «Полимерная композиция»
- 1981 — «Способ очистки растворов от активного хлора»
- 1981 — «Способ получения гидрофобного кремнезема»
- 1981 — «Способ получения шенита из полиминеральных калийных руд»
- 1981 — «Способ получения модифицированного дисперсного кремнезема»
- 1981 — «Тампонажный раствор»
- 1981 — «Способ получения поверхностно-активного кремнезема»
- 1981 — «Способ получения гранулированного сульфата калия»
- 1981 — «Способ растворения полиминеральной калийной руды»
- 1981 — «Способ очистки раствора хлористого магния»
- 1981 — «Способ получения керамического материала»
- 1981 — «Способ модифицирования кремнезема»
- 1981 — «Способ получения комплексного калийно-азотного удобрения»
- 1981 — «Шихта для изготовления огнеупоров»
- 1981 — «Устройство для прессования порошкообразных материалов»
- 1981 — «Способ получения модифицированного окисного наполнителя»
- 1981 — «Способ получения гранулированных калийных удобрений»
- 1981 — «Способ получения хлора и хлористого кальция»
- 1981 — «Способ выделения хлоридов и сульфатов натрия, калия, магния из растворов при переработке полиминеральных калийных руд»
- 1981 — «Способ очистки сточных вод»
- 1981 — «Способ получения сульфата калия»
- 1981 — «Способ модифицирования дисперсных окислов»
- 1981 — «Способ автоматического управления процессом переработки полиминеральных калийно-магниевых руд»
- 1982 — «Способ модифицирования дисперсного кремнозема фенолами»
- 1982 — «Способ очистки хлормагниевых растворов от сульфат-ионов»
- 1982 — «Способ получения калийно-магниевого удобрения»
- 1982 — «Реагент для удаления отложений парафина»
- 1982 — «Способ получения наполненных полимеров»
- 1982 — «Футеровка»
- 1982 — «Способ гранулирования бесхлорных калийных удобрений»
- 1982 — «Бетонная смесь»
- 1982 — «Способ получения высокодисперсной двуокиси кремния»
- 1982 — «Способ получения дисперсных органофильных окислов, модифицированных алкилхлорсиланами»
- 1982 — «Способ ступенчатой промывки илов»
- 1982 — «Способ выделения каинита из шенитового раствора»
- 1982 — «Способ получения высокодисперсной смеси двуокиси кремния с окисью металла или металлоида»
- 1982 — «Способ получения акриламида»
- 1983 — «Способ выделения хлористого калия из отработанного магниевого электролита»
- 1983 — «Флотореагент для флотации сернокислых калийно-магниевых руд»
- 1983 — «Способ сгущения глинисто-солевых суспензий»
- 1983 — «Электрографический материал»
- 1983 — «Способ гидрофобизации дисперсной двуокиси кремния»
- 1983 — «Устройство для центробежного распыления металла»
- 1983 — «Способ извлечения хлорида калия из отработанного электролита магниевых электролизеров»
- 1983 — «Способ получения гранул из магния и его сплавов и солевая добавка для получения гранул из магния и его сплавов»
- 1983 — «Способ получения дисперсных окислов кремния и титана»
- 1983 — «Линейные статистические сополимеры диметилвинилэтинил-метил трет-бутилпероксида и (мет—) акриламида в качестве инициаторов радикальной полимеризации в водных растворах»
- 1984 — «Способ повышения проницаемости серного пласта при подземной выплавке серы»
- 1984 — «Способ получения гранул из аэросила»
- 1984 — «Способ извлечения ионов из раствора»
- 1984 — «Состав для очистки хлормагниевых растворов от сульфат-ионов»
- 1984 — «Способ выделения каинита из раствора переработки полиминеральных и калийных руд»
- 1984 — «Способ очистки хлормагниевых растворов от сульфатионов»
- 1984 — «Способ получения гидрофобного наполнителя»
- 1984 — «Способ выделения хлорида натрия, каинита и карналлита»
- 1985 — «Способ выделения каинита и сульфата кальция из шенитовых растворов»
- 1985 — «Способ тепловой обработки спекающихся материалов»
- 1985 — «Корм для пушных зверей и способ его получения»
- 1985 — «Способ парофазного модифицирования дисперсного кремнезема»
- 1985 — «Способ приготовления катализатора для оксихлорирования углеводородов»
- 1986 — «Реакционное устройство для получения высокодисперсных окислов металлов или металлоидов»
- 1986 — «Вихревой смеситель для расплавов солей»
- 1986 — «Способ выделения хлористого натрия из растворов»
- 1986 — «Способ получения высокодисперсной поверхностно-активной двуокиси кремния»
- 1986 — «Способ получения гидрофобного наполнителя на основе кремнезема»
- 1987 — «Способ очистки каинитового раствора»
- 1987 — «Способ изготовления состава слоя для приема заряда электростатического материала»
- 1987 — «Смазочно-охлаждающая жидкость для механической обработки металлов»
- 1988 — «Установка для растворения»
- 1988 — «Обойный клей»
- 1989 — «Способ утилизации гексахлорбензола»
- 1989 — «Шнековый растворитель»
- 1989 — «Способ получения карналлита»
- 1989 — «Способ получения привитых полиорганосилоксанов на неорганическом наполнителе»
- 1990 — «Способ получения защитного покрытия на железобетонных изделиях»
- 1991 — «Огнетушащий порошковый состав»
- 1991 — «Состав для тушения пожаров»
- 1991 — «Способ получения тетрахлорида кремния»
- 1991 — «Способ получения сырья для производства технического углерода»
- 1991 — «Способ внутренней облицовки крупногабаритных емкостей для хранения агрессивных жидкостей»
- 1991 — «Способ получения гидрофобного наполнителя на основе диоксида кремния»
- 1991 — «Смазочно-охлаждающая жидкость для абразивной обработки стекла»
- 1991 — «Способ образования диффузного покрытия на колбах ламп накаливания»
- 1992 — «Выпарной аппарат»
- 1992 — «Способ получения гексахлорэтана»
- 1994 — «Способ получения 1, 2-дихлорэтана»
- 1995 — «Вакцина против ньюкаслской болезни птиц»
- 1995 — «Способ получения беззольной детергентно-диспергирующей присадки к моторным маслам»
- 1999 — «Способ управления процессом термического пиролиза дихлорэтана»
- 1999 — «Способ получения электродного пека»
- 2000 — «Спосіб одержання нафтополімерної смоли»
- 2001 — «Спосіб одержання штучного карналіту»
- 2005 — «Спосіб вилуговування сполук калію, магнію і сульфатів з лангбейнітової руди»
- 2006 — «Спосіб захисту навколишнього середовища, наприклад територій кар'єрів»
- 2006 — «Спосіб одержання високодисперсних оксидів та технологічна установка для його здійснення»
- 2008 — «Спосіб одержання шеніту із полімінеральної калійної руди»
- 2009 — «Спосіб виділення вінілхлориду та вініліденхлориду з хлорорганічних відходів лужним дегідрохлоруванням»
- 2009 — «Спосіб одержання 1,2-дихлоретану окислювальним хлоруванням етилену»
- 2009 — «Спосіб одержання каталізатора окислювального хлорування етилену в 1,2-дихлоретан»

## Нагороди
- 1972 — Державна премія УРСР в галузі науки і техніки — «за науково-технологічну розробку, впровадження виробництва дисперсних кремнеземів з хімічно модифікованою поверхнею та їх застосування як загусників мастильних матеріалів»
- 1981 — заслужений працівник промисловості УРСР
- 1997 — почесний громадянин Калуша
- два ордени Трудового Червоного Прапора
- орден Дружби народів[7][1]